# Jogug-hyeogsin-dang
Die Partei für den Wiederaufbau Koreas (gängige deutsche Abkürzung: JHP) (Hangul: 조국혁신당; Hanja: 祖國革新黨, wörtlich: Die Innovationspartei für die Heimat) ist eine südkoreanische politische Partei, gegründet vom ehemaligen Justizminister Cho Kuk hinsichtlich der Parlamentswahl in Südkorea 2024. Der Name der Partei kann als 'Cho-kuk Hyuk-sin Dang' auf Koreanisch geschrieben werden. Das Wort 'Cho-kuk' bedeutet soviel wie 'Mutterland (Korea)', ist aber gleichzeitig auch der Name des Parteigründers Cho Kuk, nur die Bedeutung in Hanja ist anders. Cho Kuk trat im Dezember 2024 als Parteivorsitzender aufgrund der Entscheidung des Obersten Gerichtshofs, seine zweijährige Gefängnisstrafe wegen Dokumentenfälschung aufrechtzuerhalten, zurück.
Die JHP wird als eine Alternative im politischen mittleren linken Spektrum zur Deobureo-minju-Partei gesehen. Die Partei wendet sich gegen die sogenannte „Staatsanwaltsdiktatur“ und beschuldigt die Regierung unter Präsident Yoon Suk-yeol diese aufrechtzuhalten. Die Partei priorisiert eine Reform und Entpolitisierung der inländischen Staatsanwaltschaft. Sie unterstützt außerdem einen größeren Eingriff der Regierung in die Wirtschaft und fördert eine Erweiterung des Sozialstaats bzw. des sozialen Sicherheitsnetzes.

## Geschichte
Der ehemalige Justizminister Cho Kuk kündigte am 13. Februar 2024 an, dass er plane eine neue politische Partei zu gründen mit dem Ziel, die „Staatsanwaltschaftsdiktatur“ zu bekämpfen. Er ließ anschließend die „Cho Kuk Neue Partei“ (조국신당) als vorbereitende Parteigründungskomitee bei der Nationalen Wahlkommission registrieren. Nachdem eine Befragung hinsichtlich der Benennung für die Partei abgehalten wurde, wurde der Name am 29. Februar 2024 zu „Partei des Wiederaufbaus Koreas“ bzw. Jogug-hyeogsin-dang geändert. Die Partei wählte Echtblau als primäre Farbe. Die Partei wurde offiziell am 3. März 2024 bei der parteiinternen Etablierungszeremonie gegründet.
In der Parlamentswahl 2024 gewann die JHP 12 Sitze durch die Sitze der Verhältniswahl, da die JHP keine Kandidaten für die Direktmandate ernannt hatte um eine Wahlsplittung zu vermeiden. Das machte die JHP zur drittgrößten Partei in der 300 Sitze großen Nationalversammlung (auf Koreanisch: Gukhoe), dem südkoreanischen Parlament, hinter der DMP, die 175 Sitze gewann, und der GHP mit 108 Sitzen.
Durch die Krise, ausgelöst durch die Verhängung des Kriegsrechts in Südkorea 2024, stimmten die Abgeordneten der Partei für ein Amtsenthebungsverfahren des Präsidenten Yoon Suk-yeol sowie später dem Amtsenthebungsverfahren des Premierministers Han Duck-soo, der als Interimspräsident während des Amtsenthebungsverfahrens gegen Präsident Yoon Suk-yeol diente.
Im Dezember 2024 wies der Oberste Gerichtshofs die Berufung Cho Kuks ab und hielt somit die zweijährige Gefängnisstrafe wegen Dokumentenfälschung von Parteigründers Cho Kuk aufrecht. Aufgrund dieser Entscheidung verlor er seinen Sitz in der Nationalversammlung und darf bis 2031 für kein Amt antreten. Vor dieser Entscheidung wurde er als potentiellen Kandidaten für die Präsidentschaftswahl 2025 betrachtet.

## Ideologie
Die Partei wird hauptsächlich als liberal und progressiv beschrieben. Sie gilt als progressiver als die Demokratische Partei (DMP).
Laut der Parteisatzung ist die Abschaffung der „Staatsanwaltschaftsdiktatur“ in Südkorea und das Ende der Regierung von Yoon Suk-yeol die Priorität. Um das zu erreichen, priorisiert die Partei eine Reform und Entpolitisierung der südkoreanischen Staatsanwaltschaft. Es zielt auch ab das Ministerium für Wirtschaft und Finanzen zu reformieren und fordert eine Unabhängigkeit des Büros für den Staatshaushalt der Nationalversammlung vom Ministerium. Die Partei zeigt progressive Tendenzen in Wirtschaftsfragen und unterstützt größere staatliche Eingriffe in die Wirtschaft durch ökologische und wissenschaftliche Investitionen, ausgewogene Entwicklung und eine Erweiterung des sozialen Sicherheitsnetzes. Die Partei strebt eine friedliche und kooperative Beziehung zu Nordkorea und eine Denuklearisierung der koreanischen Halbinsel.

## Vorsitzende
| Reihenfolge | Name                     | Foto | Amtszeit          | Amtszeit          |
| Reihenfolge | Name                     | Foto | Amtsbeginn        | Amtsende          |
| ----------- | ------------------------ | ---- | ----------------- | ----------------- |
| 1           | Cho Kuk                  |      | 03. März 2024     | 04. Juli 2024     |
| -           | Kim Joon-hyung (interim) |      | 04. Juli 2024     | 20. Juli 2024     |
| 2           | Cho Kuk                  |      | 20. Juli 2024     | 12. Dezember 2024 |
| -           | Kim Sunmin (interim)     |      | 12. Dezember 2024 |                   |

## Wahlergebnisse
| Wahl | Vorsitzender | Wahlkreise | Wahlkreise | Wahlkreise | Wahlkreise | Parteiliste | Parteiliste | Parteiliste | Parteiliste | Sitze    | Sitze | Position |
| Wahl | Vorsitzender | Stimmen    | %          | Sitze      | +/-        | Stimmen     | %           | Sitze       | +/-         | Anzahl.  | +/–   | Position |
| ---- | ------------ | ---------- | ---------- | ---------- | ---------- | ----------- | ----------- | ----------- | ----------- | -------- | ----- | -------- |
| 2024 | Cho Kuk      |            |            |            |            | 6.874.278   | 24,25       | 12 / 46     | neu         | 12 / 300 | neu   | 3.       |